# Sevenum
Sevenum (phát âmⓘ) là một đô thị ở tỉnh Limburg đông nam Hà Lan.

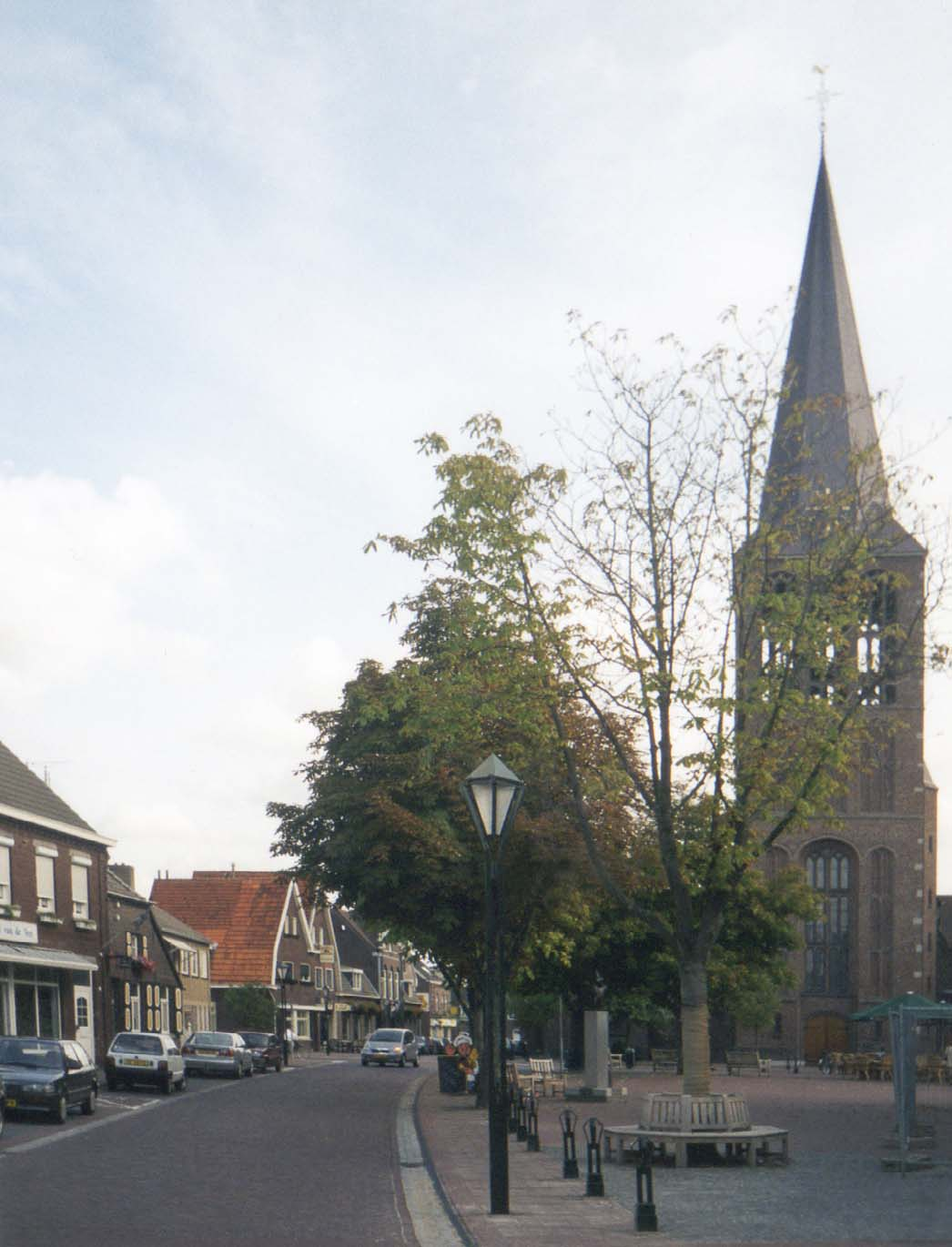
Trung tâm thị trấn Sevenum.

Các đô thị giáp ranh Sevenum (từ phía đông theo chiều kim đồng hồ): Venlo, Maasbree, Helden-Panningen, Deurne, Horst.
Đô thị Sevenum có các thị trấn sau:
- Sevenum
- Kronenberg
- Evertsoord